# Alfabet sorabe

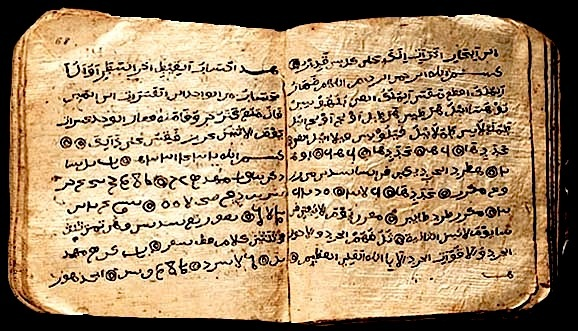
Text escrit en l'alfabet sorabe

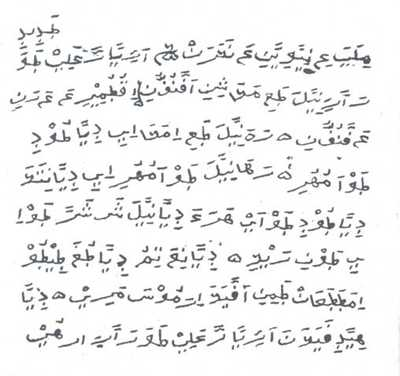
Text escrit en alfabet sorabe

El sorabe, o sora-be, és un alfabet basat en l'alfabet àrab que s'empra per a transcriure l'idioma malgaix des del s. XV.
Els investigadors encara estan esbrinant els orígens d'aquest sistema de transcripció. "Sorabe" vol dir literalment 'escriptura gran', a partir de l'àrab "sura" ('escriptura') i del malgaix "be" ('gran'). Aquesta denominació podria indicar l'existència d'un sistema d'escriptura previ amb caràcters més menuts, derivat del sànscrit.
Tradicionalment, molts investigadors han especulat sobre el fet que aquest sistema d'escriptura l'introduïssen els contactes comercials entre malgaixos i àrabs musulmans. Altres estudis, però, afirmen que el podrien haver introduït els musulmans javanesos, per la semblança sorprenent entre l'alfabet sorabe i el pegon (la versió javanesa de l'alfabet àrab).
Uns dos-cents vells manuscrits n'han sobreviscut fins hui, tot i que els més antics se'n remunten al s. XVII. La majoria dels texts contenen fórmules màgiques, però també hi ha alguns texts històrics pel que fa a l'origen d'algunes de les tribus del sud-est de Madagascar.
Aquest alfabet s'estengué per l'illa entre la fi del s. XVII i finals del XVIII.

## Alfabet
| Transcripció literal de l'escriptura sora-be amb l'alfabet malgache actual | Transcripció literal de l'escriptura sora-be amb l'alfabet malgache actual | Transcripció literal de l'escriptura sora-be amb l'alfabet malgache actual | Transcripció literal de l'escriptura sora-be amb l'alfabet malgache actual | Transcripció literal de l'escriptura sora-be amb l'alfabet malgache actual | Transcripció literal de l'escriptura sora-be amb l'alfabet malgache actual | Transcripció literal de l'escriptura sora-be amb l'alfabet malgache actual | Transcripció literal de l'escriptura sora-be amb l'alfabet malgache actual | Transcripció literal de l'escriptura sora-be amb l'alfabet malgache actual | Transcripció literal de l'escriptura sora-be amb l'alfabet malgache actual | Transcripció literal de l'escriptura sora-be amb l'alfabet malgache actual | Transcripció literal de l'escriptura sora-be amb l'alfabet malgache actual | Transcripció literal de l'escriptura sora-be amb l'alfabet malgache actual | Transcripció literal de l'escriptura sora-be amb l'alfabet malgache actual | Transcripció literal de l'escriptura sora-be amb l'alfabet malgache actual | Transcripció literal de l'escriptura sora-be amb l'alfabet malgache actual | Transcripció literal de l'escriptura sora-be amb l'alfabet malgache actual | Transcripció literal de l'escriptura sora-be amb l'alfabet malgache actual | Transcripció literal de l'escriptura sora-be amb l'alfabet malgache actual | Transcripció literal de l'escriptura sora-be amb l'alfabet malgache actual | Transcripció literal de l'escriptura sora-be amb l'alfabet malgache actual | Transcripció literal de l'escriptura sora-be amb l'alfabet malgache actual | Transcripció literal de l'escriptura sora-be amb l'alfabet malgache actual | Transcripció literal de l'escriptura sora-be amb l'alfabet malgache actual | Transcripció literal de l'escriptura sora-be amb l'alfabet malgache actual | Transcripció literal de l'escriptura sora-be amb l'alfabet malgache actual | Transcripció literal de l'escriptura sora-be amb l'alfabet malgache actual | Transcripció literal de l'escriptura sora-be amb l'alfabet malgache actual | Transcripció literal de l'escriptura sora-be amb l'alfabet malgache actual | Transcripció literal de l'escriptura sora-be amb l'alfabet malgache actual | Transcripció literal de l'escriptura sora-be amb l'alfabet malgache actual | Transcripció literal de l'escriptura sora-be amb l'alfabet malgache actual | Transcripció literal de l'escriptura sora-be amb l'alfabet malgache actual |
| -------------------------------------------------------------------------- | -------------------------------------------------------------------------- | -------------------------------------------------------------------------- | -------------------------------------------------------------------------- | -------------------------------------------------------------------------- | -------------------------------------------------------------------------- | -------------------------------------------------------------------------- | -------------------------------------------------------------------------- | -------------------------------------------------------------------------- | -------------------------------------------------------------------------- | -------------------------------------------------------------------------- | -------------------------------------------------------------------------- | -------------------------------------------------------------------------- | -------------------------------------------------------------------------- | -------------------------------------------------------------------------- | -------------------------------------------------------------------------- | -------------------------------------------------------------------------- | -------------------------------------------------------------------------- | -------------------------------------------------------------------------- | -------------------------------------------------------------------------- | -------------------------------------------------------------------------- | -------------------------------------------------------------------------- | -------------------------------------------------------------------------- | -------------------------------------------------------------------------- | -------------------------------------------------------------------------- | -------------------------------------------------------------------------- | -------------------------------------------------------------------------- | -------------------------------------------------------------------------- | -------------------------------------------------------------------------- | -------------------------------------------------------------------------- | -------------------------------------------------------------------------- | -------------------------------------------------------------------------- | -------------------------------------------------------------------------- |
| ـَ                                                                          | ب                                                                          | د                                                                          | ـِ                                                                          | ف                                                                          | غ                                                                          | ه                                                                          | ـِ                                                                          | ج                                                                          | ك                                                                          | ل                                                                          | م                                                                          | ن                                                                          | ـُ                                                                          | ڡ                                                                          | ر                                                                          | س                                                                          | ط                                                                          | و                                                                          | ‹ي› o ‹ز›                                                                  | ع                                                                          | ‹ڊ› o ‹رّ›                                                                  | ‹̣ط› o ‹رّ›                                                                  | ت                                                                          | ڡّ                                                                          | طّ                                                                          | ـَيْ                                                                         | ـَوْ                                                                         | ـُوً                                                                         | ـُيْ                                                                         | ‹ـِيَا› na ‹ـِيْا›                                                             | ـِوْ                                                                         | ـِيْ                                                                         |
| a                                                                          | b                                                                          | d                                                                          |                                                                            | f                                                                          | g, ng                                                                      | h                                                                          | i, i                                                                       | j                                                                          | k                                                                          |                                                                            | m                                                                          | n                                                                          | o                                                                          |                                                                            | r                                                                          |                                                                            | t                                                                          |                                                                            | z                                                                          | n̈                                                                          | dr                                                                         | tr                                                                         | ts                                                                         | mp                                                                         | nt                                                                         | ai                                                                         | ao                                                                         | oa                                                                         | oi                                                                         | ia, ea                                                                     | io, eo                                                                     | ie                                                                         |